# Luca Ermenegildo Pasetto
Luca Ermenegildo Pasetto OFMCap (* 17. September 1871 in Padua, Italien; † 22. Januar 1954 in Venedig) war italienischer Ordenspriester und Kurienerzbischof der römisch-katholischen Kirche.

## Leben
Luca Ermenegildo Pasetto trat der Ordensgemeinschaft der Kapuziner bei und empfing am 10. August 1896 das Sakrament der Priesterweihe.
Am 5. August wurde er zum Prediger des Päpstlichen Hauses ernannt. Am 21. November 1921 ernannte ihn Papst Benedikt XV. zum Titularbischof von Geras. Der Kardinalbischof von Albano, Gennaro Granito Pignatelli di Belmonte, spendete ihm am 27. November desselben Jahres die Bischofsweihe; Mitkonsekratoren waren der Bischof von Treviso, Andrea Giacinto Bonaventura Longhin OFMCap, und der Bischof von Comacchio, Gherardo Sante Menegazzi OFMCap. Am 20. Dezember 1935 ernannte ihn Papst Pius XI. zum Sekretär der Religiosenkongregation. Luca Ermenegildo Pasetto wurde am 22. September 1935 Titularerzbischof von Iconium. 
Am 11. November 1950 ernannte ihn Papst Pius XII. zum lateinischen Titularpatriarchen von Alexandria.
Er zog sich nach Venedig zurück, wo er im Alter von 82 Jahren starb.